# Mangora (zoologia)
Mangora O. P.-Cambridge, 1889 è un genere di ragni appartenente alla famiglia Araneidae.

## Distribuzione
Le 186 specie oggi note di questo genere per la maggior parte sono state rinvenute nelle Americhe; solo alcune nella regione paleartica e nell'ecozona orientale. La specie dall'areale più ampio è la M. acalypha, reperita in varie località della vasta regione paleartica. Nell'ambito delle nazioni americane questo genere risulta più diffuso in Brasile (67 specie), Perù (39 specie) e Colombia (35 specie).

## Tassonomia

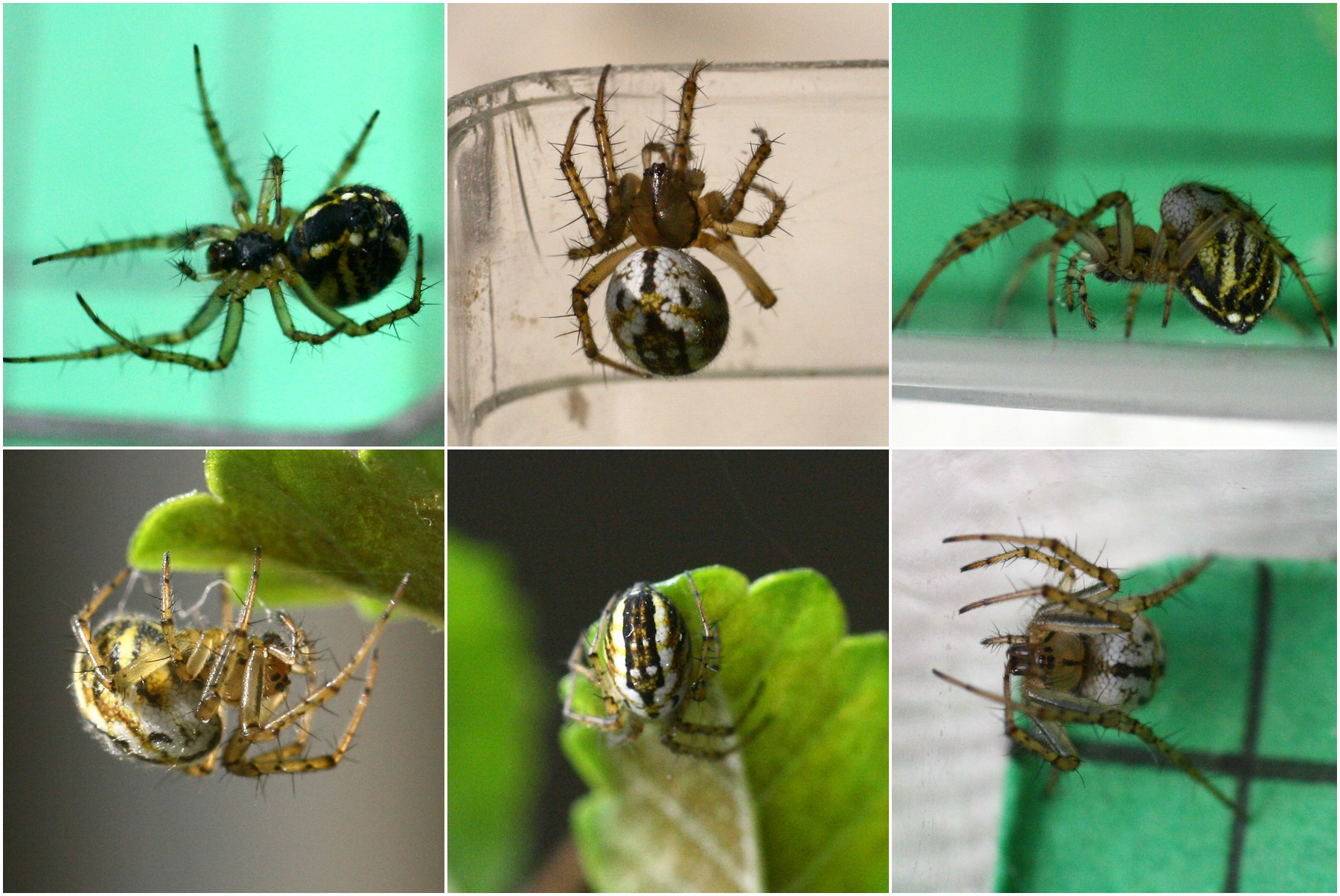
Immagini varie di M. acalypha

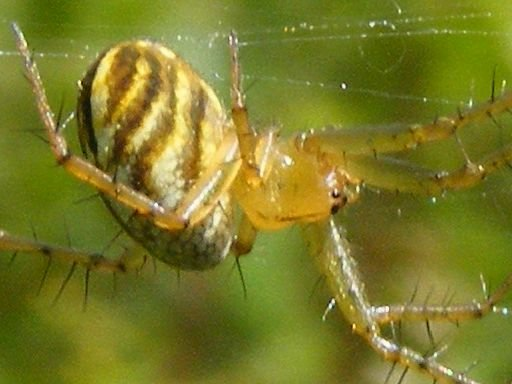
Mangora gibberosa

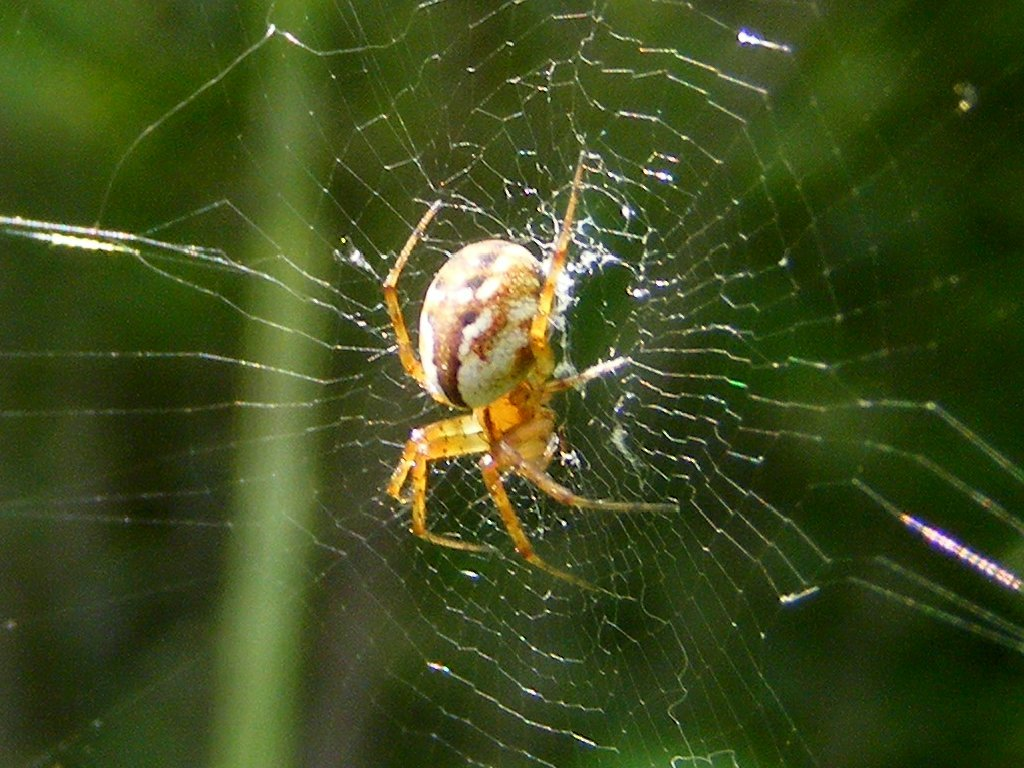
Mangora placida al centro della tela

Dal 2013 non sono stati esaminati esemplari di questo genere.
A marzo 2014, si compone di 186 specie:
1. Mangora acalypha (Walckenaer, 1802) - regione paleartica
2. Mangora acaponeta Levi, 2005 - Messico
3. Mangora acoripa Levi, 2007 - Brasile
4. Mangora acre Levi, 2007 - Colombia, Perù, Brasile
5. Mangora alinahui Levi, 2007 - Ecuador, Bolivia, Brasile
6. Mangora amacayacu Levi, 2007 - Colombia, Venezuela, Perù, Brasile
7. Mangora amchickeringi Levi, 2005 - Panama, Colombia, Venezuela, Trinidad
8. Mangora angulopicta Yin et al., 1990 - Cina
9. Mangora anilensis Levi, 2007 - Brasile
10. Mangora antillana Dierkens, 2012 - Martinica
11. Mangora antonio Levi, 2007 - Brasile
12. Mangora apaporis Levi, 2007 - Colombia, Perù
13. Mangora apobama Levi, 2007 - Perù, Bolivia, Brasile
14. Mangora argenteostriata Simon, 1897 - Brasile
15. Mangora aripeba Levi, 2007 - Brasile
16. Mangora aripuana Levi, 2007 - Brasile
17. Mangora asis Levi, 2007 - Colombia
18. Mangora ayo Levi, 2007 - Colombia
19. Mangora balbina Levi, 2007 - Brasile
20. Mangora bambusa Levi, 2007 - Colombia
21. Mangora barba Levi, 2007 - Colombia
22. Mangora bemberg Levi, 2007 - Brasile, Argentina
23. Mangora bimaculata (O. P.-Cambridge, 1889) - dal Messico alla Costa Rica
24. Mangora blumenau Levi, 2007 - Brasile
25. Mangora bocaina Levi, 2007 - Brasile
26. Mangora bonaldoi Levi, 2007 - Brasile
27. Mangora botelho Levi, 2007 - Brasile
28. Mangora bovis Levi, 2007 - Brasile, Guyana
29. Mangora boyaca Levi, 2007 - Colombia
30. Mangora brokopondo Levi, 2007 - Brasile, Guyana, Suriname, Guiana francese
31. Mangora browns Levi, 2007 - Suriname
32. Mangora caballero Levi, 2007 - Brasile, Argentina
33. Mangora cajuta Levi, 2007 - Bolivia
34. Mangora calcarifera F. O. P.-Cambridge, 1904 - dagli USA alla Costa Rica
35. Mangora campeche Levi, 2005 - Messico
36. Mangora candida Chickering, 1954 - Panama
37. Mangora caparu Levi, 2007 - Colombia
38. Mangora castelo Levi, 2007 - Brasile
39. Mangora caxias Levi, 2007 - Brasile, Argentina
40. Mangora cercado Levi, 2007 - Brasile
41. Mangora chacobo Levi, 2007 - Perù, Bolivia, Brasile
42. Mangora chanchamayo Levi, 2007 - Perù
43. Mangora chao Levi, 2007 - Brasile, Paraguay
44. Mangora chavantina Levi, 2007 - Brasile, Guiana francese
45. Mangora chicanna Levi, 2005 - dal Messico all'Honduras
46. Mangora chiguaza Levi, 2007 - Ecuador, Perù
47. Mangora chispa Levi, 2007 - Perù
48. Mangora chuquisaca Levi, 2007 - Bolivia, Argentina
49. Mangora cochuna Levi, 2007 - Perù, Argentina
50. Mangora colonche Levi, 2007 - Perù, Ecuador
51. Mangora comaina Levi, 2007 - Perù
52. Mangora corcovado Levi, 2005 - Costa Rica
53. Mangora corocito Levi, 2007 - Venezuela, Guiana francese
54. Mangora craigae Levi, 2005 - Costa Rica
55. Mangora crescopicta Yin et al., 1990 - Cina
56. Mangora cutucu Levi, 2007 - Ecuador
57. Mangora dagua Levi, 2007 - Colombia
58. Mangora dianasilvae Levi, 2007 - Colombia, Venezuela, Trinidad, Perù, Bolivia, Brasile
59. Mangora distincta Chickering, 1963 - dall'Honduras alla Costa Rica
60. Mangora divisor Levi, 2007 - Brasile
61. Mangora eberhardi Levi, 2007 - Colombia
62. Mangora engleri Levi, 2007 - Ecuador
63. Mangora enseada Levi, 2007 - Brasile, Argentina
64. Mangora explorama Levi, 2007 - Perù
65. Mangora falconae Schenkel, 1953 - Panama, Colombia, Venezuela
66. Mangora fascialata Franganillo, 1936 - dagli USA all'Honduras, Cuba, Hispaniola, Trinidad
67. Mangora florestal Levi, 2007 - Brasile
68. Mangora foliosa Zhu & Yin, 1998 - Cina
69. Mangora fornicata (Keyserling, 1864) - Colombia
70. Mangora fortuna Levi, 2005 - Costa Rica, Panama
71. Mangora fundo Levi, 2007 - Brasile
72. Mangora gibberosa (Hentz, 1847) - America settentrionale
73. Mangora goodnightorum Levi, 2005 - Messico
74. Mangora grande Levi, 2007 - Venezuela
75. Mangora hemicraera (Thorell, 1890) - Malesia
76. Mangora herbeoides (Bösenberg & Strand, 1906) - Cina, Corea, Giappone
77. Mangora hirtipes (Taczanowski, 1878) - Perù, Brasile, Guyana, Guiana francese
78. Mangora huallaga Levi, 2007 - Perù, Bolivia
79. Mangora huancabamba Levi, 2007 - Perù
80. Mangora ikuruwa Levi, 2007 - Venezuela, Guyana, Guiana francese, Perù
81. Mangora inconspicua Schenkel, 1936 - Cina
82. Mangora insperata Soares & Camargo, 1948 - Colombia, Perù, Brasile
83. Mangora isabel Levi, 2007 - Brasile, Guiana francese
84. Mangora itabapuana Levi, 2007 - Brasile
85. Mangora itatiaia Levi, 2007 - Brasile
86. Mangora itza Levi, 2005 - Messico
87. Mangora ixtapan Levi, 2005 - Messico
88. Mangora jumboe Levi, 2007 - Ecuador
89. Mangora keduc Levi, 2007 - Brasile
90. Mangora kochalkai Levi, 2007 - Colombia
91. Mangora kuntur Levi, 2007 - Perù
92. Mangora lactea Mello-Leitão, 1944 - Bolivia, Brasile, Argentina
93. Mangora laga Levi, 2007 - Perù
94. Mangora latica Levi, 2007 - Colombia
95. Mangora lechugal Levi, 2007 - Perù, Ecuador
96. Mangora leticia Levi, 2007 - Colombia
97. Mangora leucogasteroidesRoewer, 1955 - Birmania
98. Mangora leverger Levi, 2007 - Brasile, Paraguay
99. Mangora logrono Levi, 2007 - Ecuador
100. Mangora maculata (Keyserling, 1865) - USA
101. Mangora mamiraua Levi, 2007 - Brasile
102. Mangora manglar Levi, 2007 - Ecuador
103. Mangora manicore Levi, 2007 - Brasile
104. Mangora mapia Levi, 2007 - Brasile
105. Mangora matamata Levi, 2007 - Colombia
106. Mangora mathani Simon, 1895 - Colombia, Perù, Ecuador, Brasile
107. Mangora maximiano Levi, 2007 - Brasile
108. Mangora melanocephala (Taczanowski, 1874) - dal Messico all'Argentina
109. Mangora melanoleuca Mello-Leitão, 1941 - Argentina
110. Mangora melloleitaoi Levi, 2007 - Brasile
111. Mangora minacu Levi, 2007 - Brasile
112. Mangora missa Levi, 2007 - Brasile, Argentina
113. Mangora mitu Levi, 2007 - Colombia
114. Mangora mobilis (O. P.-Cambridge, 1889) - dal Messico all'Honduras
115. Mangora montana Chickering, 1954 - Costa Rica, Panama
116. Mangora morona Levi, 2007 - Ecuador, Brasile
117. Mangora moyobamba Levi, 2007 - Perù
118. Mangora nahuatl Levi, 2005 - Messico
119. Mangora nonoai Levi, 2007 - Brasile
120. Mangora novempupillata Mello-Leitão, 1940 - Colombia, Perù, Bolivia, Brasile
121. Mangora nuco Levi, 2007 - Perù
122. Mangora oaxaca Levi, 2005 - Messico
123. Mangora ordaz Levi, 2007 - Venezuela
124. Mangora ouropreto Santos & Santos, 2011 - Brasile
125. Mangora oxapampa Levi, 2007 - Perù
126. Mangora pagoreni Levi, 2007 - Perù
127. Mangora palenque Levi, 2007 - Ecuador
128. Mangora paranaiba Levi, 2007 - Brasile
129. Mangora passiva (O. P.-Cambridge, 1889) - dagli USA al Nicaragua
130. Mangora paula Levi, 2007 - Brasile
131. Mangora peichiuta Levi, 2007 - Paraguay
132. Mangora pepino Levi, 2007 - Colombia
133. Mangora pia Chamberlin & Ivie, 1936 - Panama, Colombia, Venezuela, Brasile
134. Mangora picta O. P.-Cambridge, 1889[2] - dal Messico all'Honduras
135. Mangora pira Levi, 2007 - Colombia
136. Mangora piratini Rodrigues & Mendonça, 2011 - Brasile
137. Mangora piroca Levi, 2007 - Brasile
138. Mangora placida (Hentz, 1847) - America settentrionale
139. Mangora polypicula Yin et al., 1990 - Cina
140. Mangora porcullo Levi, 2007 - Perù
141. Mangora puerto Levi, 2007 - Perù
142. Mangora punctipes (Taczanowski, 1878) - Perù
143. Mangora purulha Levi, 2005 - Guatemala
144. Mangora ramirezi Levi, 2007 - Brasile, Argentina
145. Mangora rhombopicta Yin et al., 1990 - Cina
146. Mangora rondonia Levi, 2007 - Brasile
147. Mangora rupununi Levi, 2007 - Guyana
148. Mangora saut Levi, 2007 - Guiana francese
149. Mangora schneirlai Chickering, 1954 - Costa Rica, Panama
150. Mangora sciosciae Levi, 2007 - Argentina
151. Mangora semiargentea Simon, 1895 - Sri Lanka
152. Mangora semiatra Levi, 2007 - Colombia, Venezuela, Perù
153. Mangora shudikar Levi, 2007 - Guyana
154. Mangora sobradinho Levi, 2007 - Brasile
155. Mangora socorpa Levi, 2007 - Colombia
156. Mangora songyangensis Yin et al., 1990 - Cina
157. Mangora spiculata (Hentz, 1847) - USA, Cina
158. Mangora strenua (Keyserling, 1893) - Brasile, Argentina
159. Mangora sturmi Levi, 2007 - Colombia
160. Mangora sufflava Chickering, 1963 - Panama
161. Mangora sumauma Levi, 2007 - Brasile
162. Mangora taboquinha Levi, 2007 - Brasile
163. Mangora taczanowskii Levi, 2007 - Perù
164. Mangora tambo Levi, 2007 - Perù
165. Mangora taraira Levi, 2007 - Colombia
166. Mangora tarapuy Levi, 2007 - Ecuador, Brasile
167. Mangora tarma Levi, 2007 - Perù
168. Mangora tefe Levi, 2007 - Colombia, Ecuador, Brasile
169. Mangora theridioides Mello-Leitão, 1948 - Guyana
170. Mangora tschekiangensis Schenkel, 1963 - Cina
171. Mangora umbrata Simon, 1897 - Perù
172. Mangora unam Levi, 2007 - Colombia, Perù, Brasile
173. Mangora uraricoera Levi, 2007 - Colombia, Venezuela, Perù, Ecuador, Brasile, Guyana, Suriname, Guiana francese
174. Mangora uru Levi, 2007 - Perù
175. Mangora uziga Levi, 2007 - Paraguay, Argentina
176. Mangora vaupes Levi, 2007 - Colombia
177. Mangora velha Levi, 2007 - Brasile
178. Mangora vianai Levi, 2007 - Argentina
179. Mangora villeta Levi, 2007 - Colombia
180. Mangora vito Levi, 2005 - Costa Rica
181. Mangora volcan Levi, 2005 - Panamá
182. Mangora v-signata Mello-Leitão, 1943 - Bolivia, Brasile, Argentina
183. Mangora yacupoi Levi, 2007 - Argentina
184. Mangora yungas Levi, 2007 - Argentina
185. Mangora zepol Levi, 2007 - Colombia
186. Mangora zona Levi, 2007 - Perù

### Specie trasferite
- Mangora bituberculata Mello-Leitão, 1939; trasferita al genere Mecynogea Simon, 1903[1].
- Mangora insolens Simon, 1909; trasferita al genere Prasonica Simon, 1895.
- Mangora lintearia (Keyserling, 1893); trasferita al genere Larinia Simon, 1874.
- Mangora minuscula (Keyserling, 1892); trasferita al genere Eustala Simon, 1895.
- Mangora nigrotaeniata Simon, 1909; trasferita al genere Prasonica Simon, 1895.
- Mangora octolineata Caporiacco, 1947; trasferita al genere Manogea Levi, 1997.
- Mangora spillmanni Lessert, 1933; trasferita al genere Prasonica Simon, 1895.
- Mangora spinosissima Tullgren, 1910; trasferita al genere Umbonata Grasshoff, 1971.
- Mangora triangularis Franganillo, 1930; trasferita al genere Metepeira F. O. P.-Cambridge, 1903.

### Nomina dubia
- Mangora aethiopica Strand, 1906b; esemplare femminile rinvenuto in Etiopia, a seguito di un lavoro di Grasshoff (1971b) è da ritenersi nomen dubium[1].
- Mangora decolorata (Keyserling, 1893); esemplare femminile, reperito in Guatemala e originariamente ascritto al genere Zilla C. L. Koch, 1834; trasferita al genere Araneus Clerck, 1757 a seguito di uno studio di Petrunkevitch del 1911 e al genere Zygiella F. O. P.-Cambridge, 1902 da un lavoro di Roewer (1942a), venne inserito in Mangora da Levi in un suo lavoro (1974a). Lo stesso Levi, in un lavoro successivo (2005a) ha considerato questo esemplare come nomen dubium[1].
- Mangora ornatula (Roewer, 1942a); esemplare femminile, rinvenuto negli USA e trasferito qui dal genere Theridion Walckenaer, 1805 in sostituzione della denominazione già presente di Theridion ornatum Walckenaer, 1841. A seguito di un lavoro di Levi (1975b), è da ritenersi nomen dubium[1].

### Nomen nudum
Non vi è una descrizione accurata dell'esemplare denominato Mangora paraensis Simon, 1895a; allo stato attuale è da ritenersi nomen nudum.